# Krężoły (gmina)
Krężoły – dawna gmina wiejska istniejąca w latach 1945–1954 w woj. poznańskim i woj. zielonogórskim (dzisiejsze woj. lubuskie). Siedzibą władz gminy były Krężoły.
Gmina Krężoły powstała po II wojnie światowej (1945) na terenie tzw. Ziem Odzyskanych (tzw. III okręg administracyjny – Pomorze Zachodnie). 25 września 1945 gmina – jako jednostka administracyjna powiatu sulechowsko-świebodzińskiego – została powierzona administracji wojewody poznańskiego, po czym z dniem 28 czerwca 1946 została przyłączona do woj. poznańskiego. 6 lipca 1950 gmina wraz z całym powiatem świebodzińskim weszła w skład nowo utworzonego woj. zielonogórskiego. 1 stycznia 1951 jednostka weszła w skład nowo utworzonego powiatu sulechowskiego.
Według stanu z 1 lipca 1952 gmina składała się z 7 gromad: Brzeziny, Klemsko, Krężoły, Kruszyna, Łęgowo, Obłotno i Okunin. Gmina została zniesiona 29 września 1954 wraz z reformą wprowadzającą gromady w miejsce gmin. Jednostki nie przywrócono 1 stycznia 1973 wraz z kolejną reformą reaktywującą gminy.